# クラリネットソナタ (ブラームス)
2つのクラリネットソナタ 作品120  は、ヨハネス・ブラームスによって1894年に作曲された室内楽曲。のちに作曲者自身によってヴィオラ用に編曲され、今日では、クラリネット版、ヴィオラ版ともによく演奏される。なお、作曲者自身の編曲によるヴァイオリン版も存在する。

## 作曲の経緯
晩年にいたり、ブラームスは創作意欲の衰えにより一度は作曲活動を中断するが、1891年に知り会った名クラリネット奏者リヒャルト・ミュールフェルトの演奏により再び創作意欲を取り戻し、クラリネット三重奏曲 作品114（1891年）、クラリネット五重奏曲 作品115（1891年）、さらにこの2つのクラリネットソナタ 作品120と、クラリネットのための作品を立て続けに作曲した。この作品120の2曲はその中でも最後に書かれた作品で、ブラームスによって完成された最後のソナタ作品でもある。
公の場での初演は1895年1月7日にウィーンでミュールフェルトのクラリネットとブラームス自身のピアノによって行われたが、それに先立って、作曲された年の11月に同じ演奏者によりクララ・シューマンとヨーゼフ・ヨアヒムの前で私的な演奏が行われている。

## 構成
情熱的な第1番と、安らいだ表情の第2番という対照的な2曲になっている。晩年のブラームスの孤高の心境と諦観の境地を示しており、枯淡の味わいをもった作品であるが、それでも楽譜にはアパッショナート（「情熱的に」の意）、エスプレッシーヴォ（「感情を込めて」の意）の指示が多くされ、晩年に至っても失われなかったブラームスの情熱が見られる。
ちなみに、両曲にはブラームスの作品1である『ピアノソナタ第1番』第2楽章の主題（C-F-E♭-D♭）が引用されている（特に第1番 第1楽章の冒頭、第2番 終楽章終結部など）。このことは完成直後に楽譜を贈って批評を問うたクララ・シューマンへの手紙で言及されており、ブラームスは「蛇が尾を噛んで、環は閉じられたのです」と語っている。なお、磯部周平の研究によれば、この主題はロベルト・シューマンからブラームスへと受け継がれたものである。

### 第1番ヘ短調作品120-1

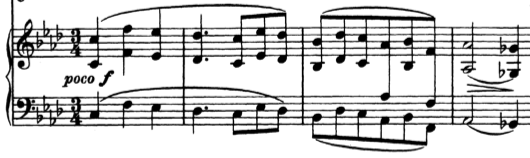
第1番 第1楽章 冒頭部分

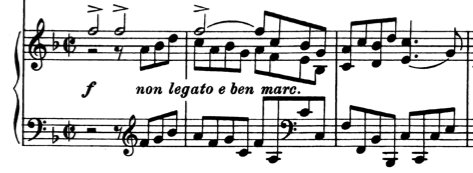
第1番 第4楽章 冒頭部分

- 第1楽章 アレグロ・アパッショナート
ヘ短調、4分の3拍子、ソナタ形式。
分散和音をもとにした第1主題と、順次進行を基本にして変ニ長調で提示される第2主題から構成される。ブラームス一流の緻密な動機労作が駆使され[2]、劇的な展開を見せる。

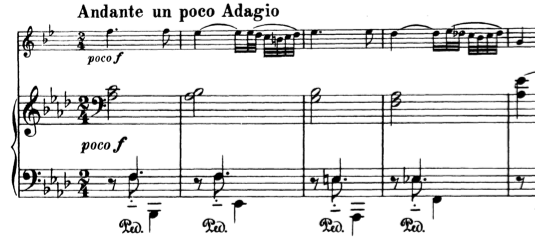
第1番 第2楽章 冒頭部分

- 第2楽章 アンダンテ・ウン・ポコ・アダージョ
変イ長調、4分の2拍子、三部形式。
美しい緩徐楽章で、クラリネットが細かい装飾を含む旋律を纏綿と歌う。武満徹はこの楽章を高く評価していた[3]。
- 第3楽章 アレグレット・グラツィオーソ
変イ長調、4分の3拍子、複合三部形式。
レントラー風の穏やかな間奏曲。中間部はヘ短調に転じ蔭りを見せる。

- 第4楽章 ヴィヴァーチェ
ヘ長調、2分の2拍子、ロンド形式。
第1楽章から徐々に外向的となってきた楽曲が、快活なフィナーレに到達する。

### 第2番変ホ長調作品120-2
- 第1楽章 アレグロ・アマービレ
変ホ長調、4分の4拍子。
滑らかな第1主題と切れ切れに奏される第2主題は、アマービレ（「愛らしく」の意）という指定にふさわしく共に暖かい穏やかさを持つ。
- 第2楽章 アレグロ・アパッショナート
変ホ短調、4分の3拍子。
スケルツォに近い激動する間奏曲。中間部はテンポを落とし、コラール風の「高貴な」楽想となる。
- 第3楽章 アンダンテ・コン・モート - アレグロ
変ホ長調、8分の6拍子 - 4分の2拍子。
ブラームスが得意とした変奏曲形式による最後の作品でもある。抒情的な主題に、巧妙に構成された5つの変奏が続く。

## 編曲版
- ヴィオラ版
この曲は、オリジナルのクラリネット版の作曲後（1895年）にヴィオラへの編曲が作曲者自身によって行われている。ヴィオラパートには、クラリネットでは演奏不可能な三重音による装飾音符や、一部（第2番第2楽章中間部後半）に重音箇所が付加されているほかは、ほぼクラリネットと同じ旋律のままとなっている[4]。ピアノパートはもとのクラリネット版とほぼ同じである。このヴィオラ版について、自己批判の厳しいブラームスは作曲者自身が編曲したにもかかわらず、ヨアヒムへの書簡には「不器用で不満足なもの」と書いている。それでも、このヴィオラ版は数少ないヴィオラ独奏曲の中でヴィオラ奏者にとっては貴重で非常に重要なレパートリーであり、今日ではブラームスの「ヴィオラソナタ」として著名で、演奏機会も多い。
- ヴァイオリン版
ヴィオラへの編曲版のさらにあとに、作曲者によってヴァイオリンへの編曲版も作成されている。これは、ヴィオラ版と違い、ピアノパートに大きく手が入れられている。ただし、ヴァイオリン版はこの楽器の低音部に音域が集中してしまっており、クラリネット、ヴィオラほどの演奏効果をあげないため演奏機会はあまりない。
- ルチアーノ・ベリオ編曲（第1番）
1986年にロサンジェルス・フィルハーモニックの委嘱で書かれた。曲の基本的な構造はそのままに、ピアノパートを管弦楽に編曲しクラリネット協奏曲（またはヴィオラ協奏曲）の形としたもの。ブラームスが用いたのと同規模の二管編成のオーケストラを用いており、第1楽章と第2楽章には短い序奏が追加されている[5]。